# Vasco Cantarello
Vasco Cantarello (Padova, 8 aprile 1936 – Verbania, 16 febbraio 2024) è stato un canottiere italiano.

## Carriera
Partecipò alle Olimpiadi di Roma del 1960 assieme al fratello Lorenzo Cantarello, giungendo sesto.